# پرت (خواننده)
پرت (به انگلیسی: Peret) با نام کامل پدرو پابیل کالاف (زاده ۲۴ مارس ۱۹۳۵- درگذشته ۲۷ اوت ۲۰۱۴) خواننده، بازیگر اسپانیایی بود.
او نماینده اسپانیا در یوروویژن ۱۹۷۴ بود.